# Piptostigma glabrescens
Piptostigma glabrescens là loài thực vật có hoa thuộc họ Na. Loài này được Oliv. miêu tả khoa học đầu tiên năm 1865.